# Liste der Monuments historiques in Venasque
Die Liste der Monuments historiques in Venasque führt die Monuments historiques in der französischen Gemeinde Venasque auf.

## Liste der Bauwerke
| Bezeichnung                                                | Beschreibung | Standort               | Kennzeichnung | Schutzstatus | Datum | Bild           |
| ---------------------------------------------------------- | ------------ | ---------------------- | ------------- | ------------ | ----- | -------------- |
| Baptisterium                                               |              | (Lage)                 | PA00082204    | Classé       | 1840  | weitere Bilder |
| Kirche Notre-Dame Kirche, Taufkapelle, Säulengang, Gebäude |              | (Lage)                 | PA00082205    | Classé       | 1906  | weitere Bilder |
| Römische Stadtmauer Stadtmauer                             |              | Place des Tours (Lage) | PA00082206    | Classé       | 1892  | weitere Bilder |

## Liste der Objekte
| Bezeichnung                                                           | Beschreibung | Standort                                             | Kennzeichnung | Schutzstatus | Datum | Bild           |
| --------------------------------------------------------------------- | --- | ---------------------------------------------------- | ------------- | ------------ | ----- | -------------- |
| Altar                                                                 | gallorömischer Altar, dem Gott Merkur geweiht mit der Inschrift: „[ME]RCVRIO [N]S. L. M . AETIVS MASCVLVS“ „Dem Gott Merkur hat Aetius Masculus sein Gelübde frei gegeben“ | Baptisterium nördliche Apsis (Lage)                  | PM84000739    | Classé       | 1923  |                |
| Altar                                                                 | Gebetstisch auf einem zylindrischen Schaft, 12. Jahrhundert | Baptisterium (Lage)                                  | PM84000646    | Classé       | 1840  |                |
| Altar                                                                 | gallorömisch, mit Hammer verziert (Attribut des gallischen Gottes Taranus) | Baptisterium (Lage)                                  | PM84000647    | Classé       | 1923  |                |
| Flachrelief mit Wappen der Stadt Vénasque                             | 16. Jahrhundert | Baptisterium Vorhalle (Lage)                         | PM84000654    | Classé       | 1923  |                |
| Grabplatte                                                            | 16. Jahrhundert, gotische Inschrift | Baptisterium Vorhalle (Lage)                         | PM84000652    | Classé       | 1923  |                |
| Grabplatte                                                            | 16. Jahrhundert, mit Wappen des Hauses Thézan-Vénasque | Baptisterium Apsis (Lage)                            | PM84000653    | Classé       | 1923  |                |
| Sarkophag „Die Brotvermehrung“                                        | 5. Jahrhundert, Marmor, vom Flachrelief ist nur der untere Teil erhalten, auf dem drei Füße und ein Korb zu sehen sind | Baptisterium Vorhalle (Lage)                         | PM84000650    | Classé       | 1923  |                |
| Sarkophag „Engel und Person unter einem Baum“                         | 5. Jahrhundert, Marmor, von dem Sarkophag ist nur noch ein Flachrelief übrig, das einen Engel und eine Person unter einem Baum zeigt | Baptisterium Westwand (Lage)                         | PM84000649    | Classé       | 1923  |                |
| Sarkophag „Heilung der blutflüssigen Frau“                            | 5. Jahrhundert, Marmor | Baptisterium Vorhalle (Lage)                         | PM84000651    | Classé       | 1923  |                |
| Säule                                                                 | gallorömische, quadratische Säule aus rotem Granit, Kapitell mit großen Blättern verziert | Baptisterium (Lage)                                  | PM84000648    | Classé       | 1923  |                |
| Madonnenstatue                                                        | Steinstatue, 16. Jahrhundert | Baptisterium Apsis (Lage)                            | PM84000655    | Classé       | 1923  |                |
| Taufbecken                                                            | 12. Jahrhundert | Baptisterium (Lage)                                  | PM84000738    | Classé       | 1840  |                |
| Grabplatte des Boétius                                                | die beschädigte Platte aus dem 7. Jahrhundert ist in zwei Teile zerbrochen, die lateinische Inschrift (oberer Teil) lautet: „+ HIC REQVIESCI[T] BONE MEMORIAE [BO] ETYVS EPIS QVI VIXIT [ME] PTO ANNVS XX MENSIS S.“ Boétius war Bischof von Carpentras und Vénasque (583–604) | Kapelle Notre-Dame de Vie rechts vom Eingang (Lage)  | PM84000656    | Classé       | 1935  | weitere Bilder |
| Altar                                                                 | Altar mit Predella aus dem 17. Jahrhundert, Retabel zeigt drei Ölgemälde mit den Heiligen Rochus, Babylas und Franz von Paola | Kirche Notre-Dame (Lage)                             | PM84001214    | Inscrit      | 2017  |                |
| Altarretabel                                                          | zwei Ölgemälde aus dem 19. Jahrhundert von Jacobus Pelleiny mit den Heiligen Michael und Cäcilia | Kirche Notre-Dame (Lage)                             | PM84001218    | Inscrit      | 2017  |                |
| Gemälde „Die Kreuzigung“                                              | Holz, 15. Jahrhundert | Kirche Notre-Dame (Lage)                             | PM84000643    | Classé       | 1905  |                |
| Gemälde „Maria mit Jesuskind zwischen St. Antonius und St. Katharina“ | Ölgemälde 18./19. Jahrhundert | Kirche Notre-Dame (Lage)                             | PM84001217    | Inscrit      | 2017  |                |
| Gemälde „Sendung des Heiliges Geistes zu den Aposteln“                | Holz, 17. Jahrhundert | Kirche Notre-Dame 1. Kapelle, Evangelienseite (Lage) | PM84000741    | Classé       | 1923  |                |
| Kelch                                                                 | Dieser Silberkelch aus dem 16. Jahrhundert ist mit verschiedenen Flachreliefs verziert, die als Treib- und feine Ziselierarbeit ausgeführt wurden. Auf der Schale sind die Verkündigung, die Geburt Christi und die Anbetung der Heiligen Drei Könige dargestellt. Der Kelchknoten zeigt die Heiligen Siffrein, Agricola und Katharina, und auf dem Fuß sind die Kreuzigung, die Mariä Himmelfahrt, eine Szene mit zwei Mönchen und das Wappen von Vénasque zu sehen. | Kirche Notre-Dame (Lage)                             | PM84000645    | Classé       | 1923  |                |
| Prozessionskreuz                                                      | Das Kreuz aus dem 16. Jahrhundert besteht aus auf einen Holzkern montierten Silberblechen. Auf der Vorderseite ist ein silberner Christus am Kreuz angebracht, der von geprägten Figuren der vier Evangelisten an den Kreuzenden umgeben ist. Auf der anderen Seite sind die Jungfrau Maria und vier Heilige zu sehen. Die Silberbleche haben einen getriebenen Rand.                                                                                                 | Kirche Notre-Dame (Lage)                             | PM84000644    | Classé       | 1905  |                |
| Statue des heiligen Fiacrius                                          | vergoldete Holzskulptur aus dem 18. Jahrhundert | Kirche Notre-Dame (Lage)                             | PM84001216    | Inscrit      | 2017  |                |
| Statue des Saint Siffrein                                             | vergoldete Pappmaché, 19. Jahrhundert | Kirche Notre-Dame (Lage)                             | PM84001215    | Inscrit      | 2017  |                |